# Tours côtières dans les Abruzzes
Les tours côtières dans les Abruzzes constituaient le système de défense, d'observation et de communication le long de la bande côtière du royaume de Naples. Elles furent construites pour endiguer les fréquentes incursions des corsaires barbaresques.

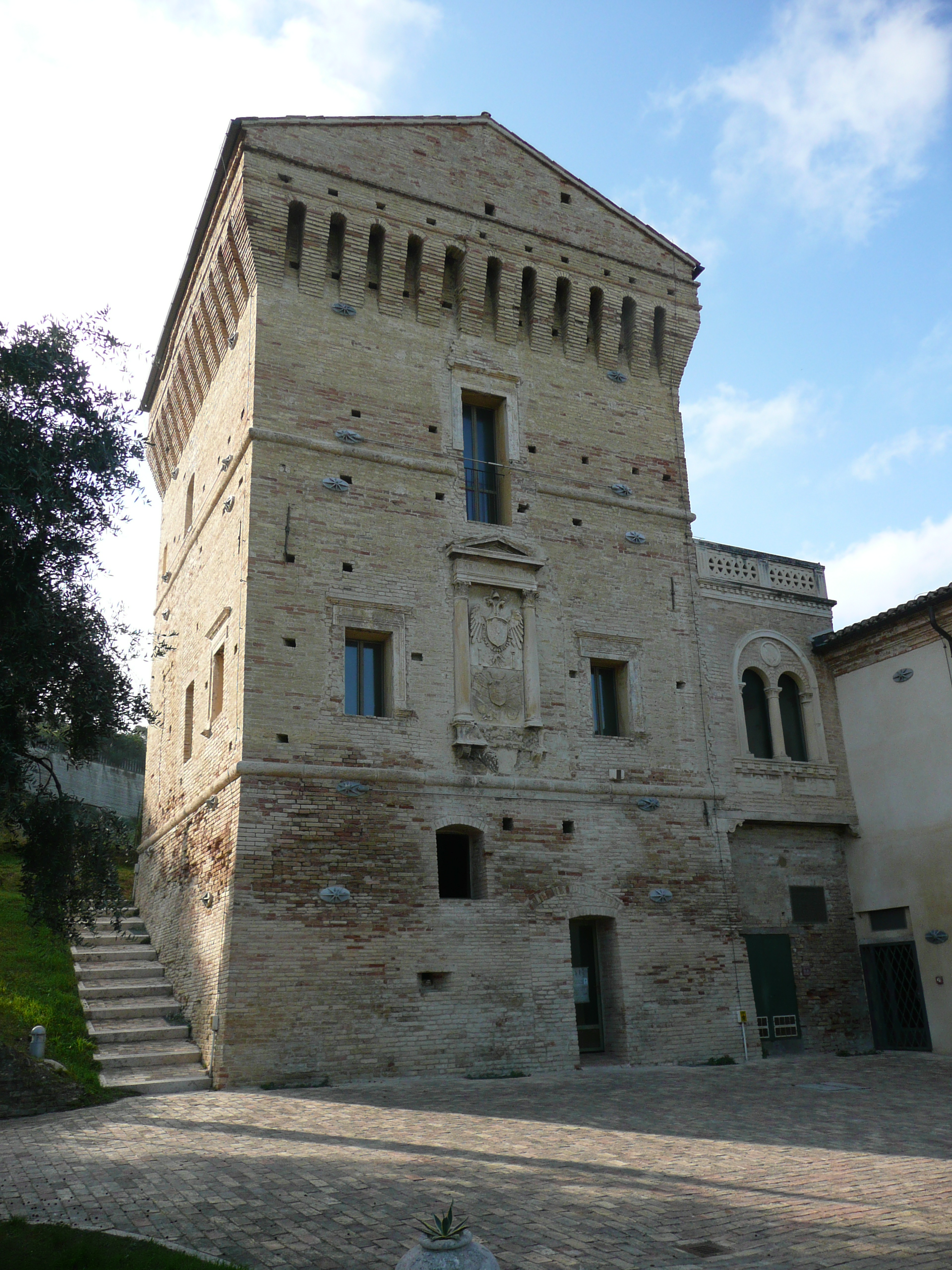
Tour Charles Quint à Martinsicuro.

- Au XVIe siècle, lorsque Charles Quint était empereur du Saint-Empire romain germanique et roi de Naples, la frontière entre le royaume de Naples au sud et les États pontificaux au nord était marquée par le cours inférieur du fleuve Tronto.

Juste à côté de l'embouchure de cette rivière, à la demande du vice-roi Don Pedro de Tolède, une tour fut construite en 1547 comme poste de garde et de défense de la côte contre les incursions sarrasines, ainsi qu'un bâtiment adjacent, destiné au bureau des douanes de la frontière avec les États pontificaux. Ce n'est que plus tard que cette fortification est devenue partie intégrante du système de tours côtières du royaume de Naples.
Le concepteur était le valencien Pirro Luis Escribà, capitaine et architecte militaire, le même que le fort espagnol de L'Aquila et le château Sant'Elmo à Naples. La construction fut dirigée par le capitaine Martin da Seguera ou Martin De Segura dont la ville de Martinsicuro et la tour elle-même, également connue sous le nom de Charles Quint, tirent leur nom.
Au XVIe siècle, après l'alliance entre la France et l'Empire ottoman, la menace d'incursions des Sarrasins grandit, particulièrement intense à l'été 1556, lorsque les Abruzzes furent épargnées par les terribles ravages subis par les côtes italiennes uniquement grâce aux défenses et au système de points de visée. Cependant, en 1566, les côtes de l'Abruzze citérieure furent sévèrement pillées par une grande expédition ottomane dirigée par l'amiral Piyale Pacha, arrêtée seulement par la forteresse de Pescara, qui résista au siège et ne fut pas prise.
C'est pourquoi il fut décidé de construire un système intégré d'observation et de défense des côtes italiennes ; le vice-roi Don Pedro Afán de Ribera, duc d'Alcalá de los Gazules, souhaitait que la côte des Abruzzes, comme les autres côtes de la péninsule, soit dotée d'une série de tours côtières, destinées non seulement à donner l'alarme en cas d'incursions ennemies mais, étant équipé d'une garnison et de couleuvrines, aussi pour repousser des incursions mineures.

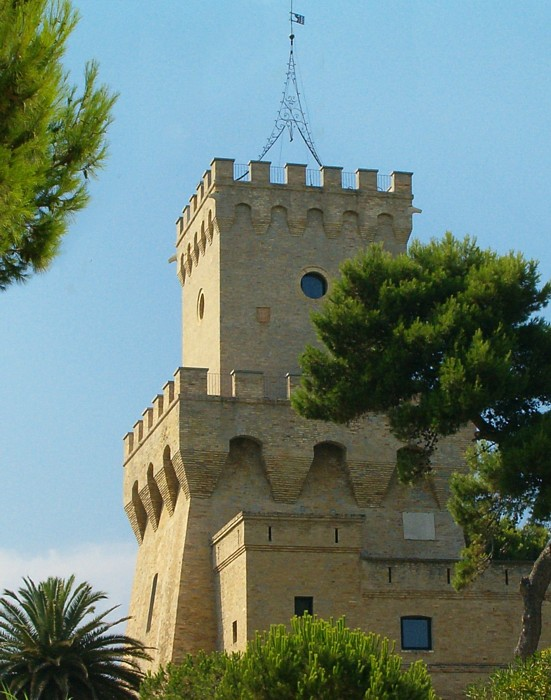
La tour de Cerrano.

En 1563, sur la base d'un rapport du gouverneur Marco Antonio Piscicello, de Ribera commanda six tours, correspondant aux rivières Foro, Mucchia, Moro, Sangro, Penna, Saline, dont la construction ne commença cependant pas immédiatement.
En 1568, Alfonso Salazar, commissaire du président de la Chambre Royale de Summaria, après avoir effectué une inspection avec l'ingénieur Scala, ordonna la construction de quatorze tours : Tronto, Vibrata, Salinello, Tordino, Vomano, Cerrano, Fossacesia, Senella et les six les travaux furent achevés en 1569. Elles étaient positionnées à une telle distance qu'elles pouvaient communiquer entre elles à vue, beaucoup à l'embouchure des rivières, qui constituaient des points d'atterrissage et des sources d'eau douce.
Une bonne partie des tours des Abruzzes furent construites par Vincenzo Tavoldi, un Bergamasque qui, avec son frère, s'occupait des fortifications de Pescara et de Civitella, et qui, le 1er avril 1568, remporta le contrat pour huit de ces bâtiments, s'engageant à les terminer dans un délai de dix-huit mois.
En 1598, sur ordre du vice-roi Enrique de Guzmán, comte d'Olivares, marquis de Cellenza, Carlo Gambacorta, gouverneur des Abruzzes, effectua un recensement des tours des Abruzzes, en préparant une série de fiches (recueillies dans le manuscrit "Visite des tours des Abruzzes", aujourd'hui conservées à la Bibliothèque nationale de Paris), contenant des croquis, des plans, une description, un positionnement et diverses observations.
Le marquis proposa de confier le commandement des tours côtières à un Espagnol pour ramener les garnisons à leur devoir, car il avait remarqué que le service d'observation côtière n'était pas assuré de manière cohérente par les soldats qui, au lieu de monter la garde, s'éloignaient souvent des tours pour se consacrer à d'autres activités plus rentables, et même les patrouilles de nuit n'étaient pas effectuées correctement car les cavaliers fatiguaient leurs animaux en les faisant travailler dans les champs et donc ils ne pouvaient monter à cheval que pendant une courte période la nuit.
Avec l'arrêt des incursions de pirates venus de la mer, les tours perdirent peu à peu leur fonction militaire, même s'il semble que certaines étaient encore habitées au XVIIIe siècle.

## Tours de l'Abruzze ultérieure
- Tour de Martinsicuro
- Tour Vibrata (Alba Adriatica)
- Tour Salinello (Giulianova)
- Tour Tordino (Giulianova)

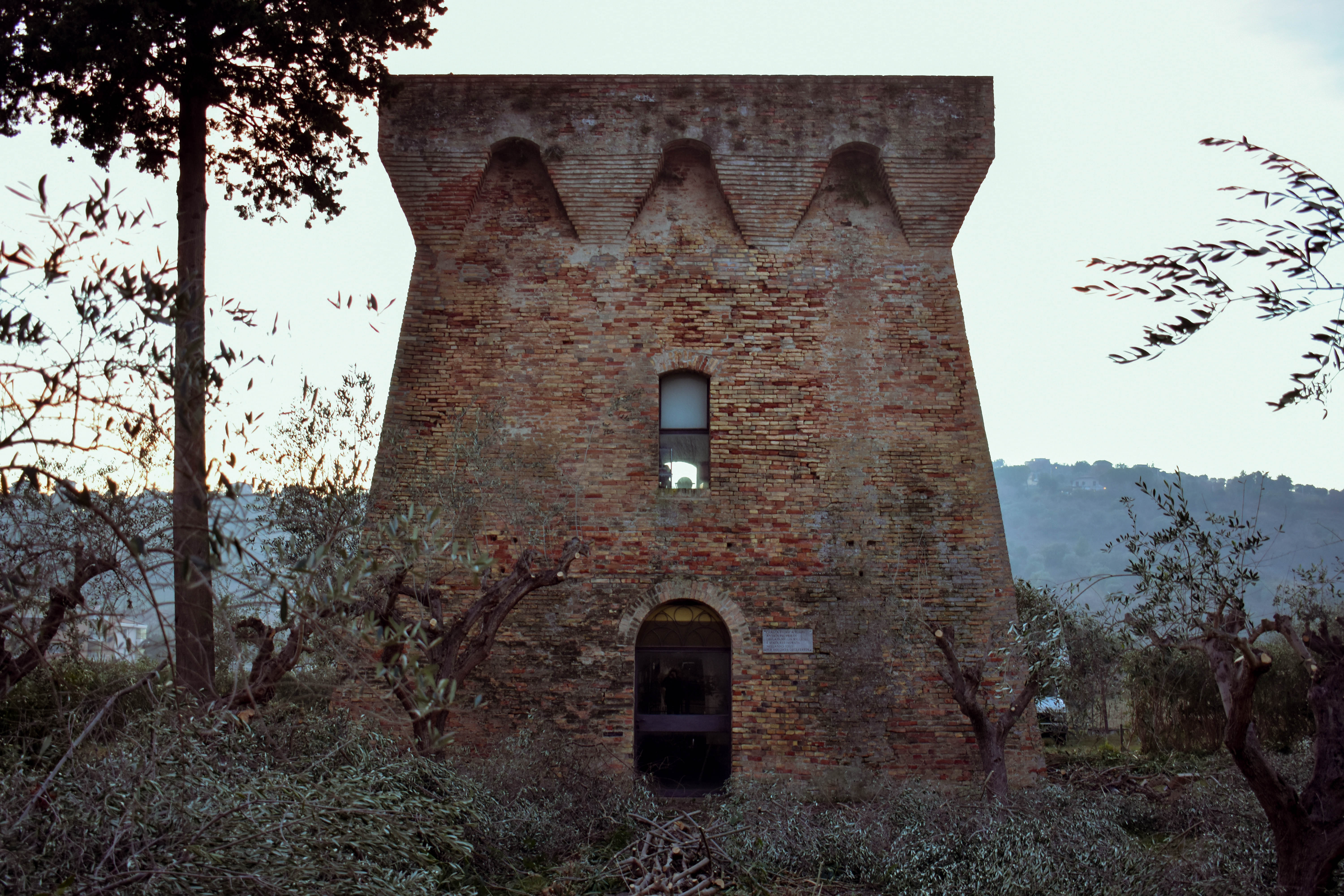
Torre del Salinello.

- Torre del Vomano (Roseto degli Abruzzi)
- Tour de Cerrano (Pineto)
- Torre del Saline (Citta Sant'Angelo)

## Tours de l'Abruzze citérieure
- Forteresse de Pescara

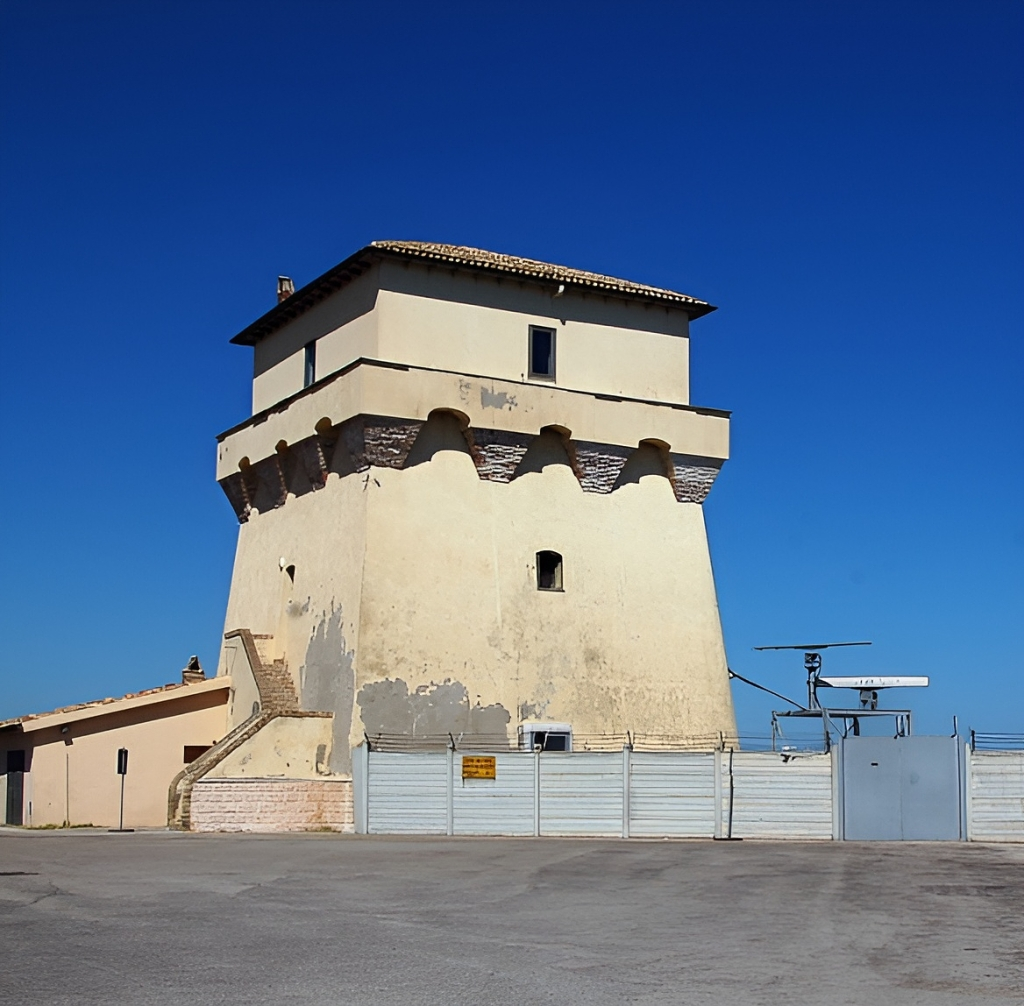
Torre di Punta Penna.

- Tour du Forum (Francavilla al Mare)
- Tour Mucchia (Ortona)
- Château aragonais (Ortona)
- Tour du Moro (Ortona)
- Tour San Vito (San Vito Chietino)
- Tour Cavalluccio (Rocca San Giovanni)
- Tour du Sangro (Torino di Sangro)
- Tour Sinello (Casalbordino)
- Château de Caldoresco (Vasto)
- Tour Punta Penna (Vasto)
- Tour Trigno (San Salvo)